# Michael Powell
Michael Latham Powell (Bekesbourne, Kent, 30 de setembre del 1905 − Avening, Gloucestershire, 19 de febrer del 1990) fou un cèlebre director de cinema anglès, conegut per la seva associació amb Emeric Pressburger. Treballaren junts sota el nom d'"Els Arquers" i produïren una sèrie de films clàssics britànics, com 49th Parallel (1941), Coronel Blimp (1943), A Matter of Life and Death (1946, també titulada Stairway to Heaven), Narcís negre (1947), Les sabatilles vermelles (1948), i The Tales of Hoffman (1951). El seu controvertit film del 1960 Peeping Tom, però, fou tan difamat que la seva carrera es va veure greument afectada.

## Primers anys
Powell era el segon fill de Thomas William Powell, un cultivador de llúpol, i Mabel, filla de Frederick Corbett, de Worcester, Anglaterra. Powell nasqué a Bekesbourne, Kent, i s'educà a la King's School, Canterbury, i al Dulwich College. Començà a treballar al Banc Provincial Nacional el 1922, però aviat s'adonà que no tenia fusta de banquer.

## Carrera fílmica
Powell entrà a la indústria fílmica el 1925 treballant amb el director Rex Ingram als estudis Victorine a Niça, França (el contacte amb Ingram es feu a través del pare de Powell, que tenia un hotel a Niça). Començà com a "noi dels encàrrecs": escombrant el terra, fent el cafè, portant coses. Aviat ascendí a altres feines com fotografia fixa, redacció de subtítols (per pel·lícules mudes) i moltes altres tasques, inclosos alguns papers d'actor, normalment personatges còmics. Powell debutà en el cinema com a "turista anglès còmic" a Mare Nostrum (1926).
Novament a Anglaterra el 1928, Powell treballà per a cineastes en tasques diverses, incloent com a fotògraf fix per al film mut Champagne (1928), de Hitchcock. També tingué una tasca semblant a la primera pel·lícula sonora de Hitchcock, Blackmail (1929). En la seva autobiografia, Powell afirma que proposà el final al Museu Britànic, que va ser el primer dels clímax "monumentals" en els films de Hitchcock. Powell i Hitchcock van seguir sent amics durant la resta de la vida d'aquest últim.
Després d'escriure els guions de dues produccions, Powell s'associà amb el productor americà Jerry Jackson el 1931; començà a dirigir pel·lícules d'una hora de durada per tal de satisfer un requisit legal consistent en portar a les pantalles una certa quota de films anglesos. Durant aquest període desenvolupà les seves habilitats com a director, fent de vegades fins a set pel·lícules a l'any.
Tot i que havia pres algunes responsabilitats directives en altres films, Powell tingué el seu primer crèdit com a director a Two Crowded Hours (1931). Aquest thriller fou considerat un èxit modest de taquilla tot i el seu limitat pressupost. Del 1931 al 1936, Powell dirigí 23 films, inclosos els mal rebuts Red Ensign (1934) i The Phantom Light (1935).
El 1939, Powell fou contractat com a director per Alexander Korda en l'apogeu de The Edge of the World (1937). Korda el posà a treballar en projectes com Burmese Silver, que foren posteriorment cancel·lats. Això no obstant, Powell fou contractat per salvar un film que s'estava fent com a vehicle per dos dels actors estrella de Korda, Conrad Veidt i Valerie Hobson. La pel·lícula era The Spy in Black, on Powell conegué a Emeric Pressburger.

## Trobada amb Emeric Pressburger
El guió original de The Spy in Black seguia el llibre bastant fidelment, però era massa verbós i no tenia un bon paper ni per a Veidt ni per a Hobson. Korda convocà una trobada on presentà Emeric Pressburger a Powell.
Tots dos van reconèixer aviat que, tot i ser totalment oposats en orígens i personalitats, tenien el mateix punt de vista pel que fa al cinema, i que podrien treballar molt bé junts. Després de fer dos films junts, Contraband (1940) i 49th Parallel, amb crèdits separats, la parella decidí associar-se i signar les seves pel·lícules conjuntament com "Escrita, Produïda i Dirigida per Michael Powell i Emeric Pressburger."

## Els Arquers
Treballant junts com a coproductors, guionistes i directors en una associació que anomenaren "Els Arquers", feren 19 pel·lícules, moltes de les quals foren èxits comercials i de crítica. Els seus millors films encara són considerats clàssics del cinema britànic del segle xx. La llista dels 100 "films britànics favorits del segle XX" del BFI conté cinc dels films de Powell, quatre d'ells fets amb Pressburger.
Tot i que els seus admiradors diuen que Powell hauria de figurar entre directors britànics com Alfred Hitchcock i David Lean, la seva carrera patí un greu perjudidi després de l'estrena del controvertit "thriller" Peeping Tom, que feu en solitari el 1960. El film fou execrat pels crítics anglesos, que s'ofengueren per les seves imatges violentes i sexuals; Powell va ser condemnat a l'ostracisme per la indústria fílmica i ho tingué molt difícil per treballar a partir de llavors. Tot i així, la seva reputació fou restaurada amb els anys, i quan morí ell i Pressburger eren reconeguts com una de les més destacades associacions fílmiques de tots els temps, i citats com a influència principal per molts cineastes, com Martin Scorsese i Francis Ford Coppola.

## Vida personal
El 1927 Powell es casà amb Gloria Mary Rouger, una ballarina americana; es casaren a França i estigueren junts només tres setmanes. Durant els anys 40, Powell tingué afers amorosos amb les actrius Deborah Kerr i Kathleen Byron. Des de l'1 de juliol del 1943 fins a la seva mort (el 5 de juliol del 1983), Powell es casà amb Frances "Frankie" May Reidy, la filla del practicant mèdic Jerome Reidy; van tenir dos fills: Kevin Michael Powell (1945) i Columba Jerome Reidy Powell (1951). També visqué amb l'actriu Pamela Brown durant molts anys, fins a la seva mort de càncer el 1975.
Posteriorment, Powell estigué casat amb l'editora Thelma Schoonmaker des del 19 de maig del 1984 fins a la seva pròpia mort de càncer, a la seva casa d'Avening, Gloucestershire.

## Filmografia

### Primeres pel·lícules
Les marcades amb un asterisc es consideren desaparegudes.
| Any  | Títol                    | Productora                                                  | Comentaris                                                                    |
| ---- | ------------------------ | ----------------------------------------------------------- | ----------------------------------------------------------------------------- |
| 1928 | Riviera Revels           | G. Ventimigla i Marcel Lucien                               | Una sèrie de curtmetratges còmics. Powell els dirigí junt amb Harry Lachman   |
| 1930 | Caste *                  | Harry Rowson (Ideal)                                        | no surt als crèdits com a director, el director principal fou Campbell Gullan |
| 1931 | Two Crowded Hours *      | Film Engineering                                            |                                                                               |
| 1932 | My Friend the King *     | Film Engineering                                            |                                                                               |
| 1932 | Rynox                    | Film Engineering                                            |                                                                               |
| 1932 | The Rasp *               | Film Engineering                                            |                                                                               |
| 1932 | The Star Reporter *      | Film Engineering                                            |                                                                               |
| 1932 | Hotel Splendide          | Film Engineering. A Gaumont-British Picture Corporation Ltd |                                                                               |
| 1932 | C.O.D. *                 | Westminster Films                                           |                                                                               |
| 1932 | His Lordship             | Westminster Films                                           |                                                                               |
| 1933 | Born Lucky *             | Westminster Films                                           |                                                                               |
| 1934 | The Fire Raisers         | Gaumont-British                                             |                                                                               |
| 1934 | Red Ensign               | Gaumont-British                                             | Títol als EUA: Strike!                                                        |
| 1934 | Something Always Happens | Warner Brothers. First National Productions Ltd             |                                                                               |
| 1935 | The Girl in the Crowd *  | First National                                              |                                                                               |
| 1935 | Lazybones                | A Real Art Production                                       |                                                                               |
| 1935 | The Love Test            | Fox British                                                 |                                                                               |
| 1935 | The Night of the Party   | Gaumont-British Picture Corporation                         | Títol als EUA: The Murder Party                                               |
| 1935 | The Phantom Light        | A Gainsborough Picture                                      |                                                                               |
| 1935 | The Price of a Song *    | Fox British                                                 |                                                                               |
| 1935 | Someday *                | Warner British                                              | també titulada Young Nowheres                                                 |
| 1936 | Her Last Affaire         | New Ideal Productions Ltd                                   |                                                                               |
| 1936 | The Brown Wallet *       | Warner Brothers. First National                             |                                                                               |
| 1936 | Crown vs. Stevens        | Warner Brothers. First National Productions Ltd             | àlies Third Time Unlucky                                                      |
| 1936 | The Man Behind the Mask  | Joe Rock Studios                                            | reeditada com Behind the Mask                                                 |

### Obres majors
A part d'alguns curtmetratges, Powell escriví, produí i dirigí totes les seves pel·lícules del 1942 al 1957 juntamb Emeric Pressburger.
| Any  | Títol                                                          | Productora                                                                                      | Comentaris |
| ---- | -------------------------------------------------------------- | ----------------------------------------------------------------------------------------------- | --- |
| 1937 | The Edge of the World                                          | Joe Rock Production                                                                             | |
| 1939 | The Spy in Black                                               | Harefield                                                                                       | Títol als EUA: U Boat 29                                                                                      |
| 1939 | Smith                                                          | D&P Productions. Embankment Fellowship Co.                                                      | Curtmetratge de 10 minuts                                                                                     |
| 1939 | The Lion Has Wings                                             | London Film Productions                                                                         | Documental de la RAF amb alguns talls de ficció.                                                              |
| 1940 | Contraband                                                     | British National                                                                                | Títol als EUA: Blackout                                                                                       |
| 1940 | El lladre de Bagdad (The Thief of Bagdad)                      | Alexander Korda Films Inc.                                                                      | Figura com a codirector                                                                                       |
| 1941 | An Airman's Letter to His Mother                               |                                                                                                 | Curtmetratge de 5 minuts                                                                                      |
| 1941 | 49th Parallel                                                  | Ortus Films (i Ministeri d'Informació (Regne Unit))                                             | Títol als EUA: The Invaders                                                                                   |
| 1942 | One of Our Aircraft Is Missing                                 | The Archers. British National                                                                   | |
| 1943 | Coronel Blimp (The Life and Death of Colonel Blimp)            | The Archers/ Independent Producers                                                              | |
| 1943 | The Volunteer                                                  | The Archers. Ministeri d'Informació (Regne Unit)                                                | Un curtmetratge propagandístic                                                                                |
| 1944 | Un conte de Canterbury (A Canterbury Tale)                     | The Archers                                                                                     | |
| 1945 | Sé el que vull (I Know Where I'm Going!)                       | The Archers                                                                                     | |
| 1946 | A vida o mort (A Matter of Life and Death)                     | The Archers                                                                                     | Títol als EUA: Stairway To Heaven                                                                             |
| 1947 | Narcís negre (Black Narcissus)                                 | The Archers for Independent Producers Ltd.                                                      | |
| 1948 | Les sabatilles vermelles (The Red Shoes)                       | The Archers                                                                                     | |
| 1949 | The Small Back Room                                            | The Archers. London Films                                                                       | |
| 1950 | Gone to Earth                                                  | The Archers. London Films                                                                       | Títol als EUA: The Wild Heart (1952) - versió reeditada amb escenes addicionals dirigida per Rouben Mamoulian |
| 1950 | El llibertador (The Elusive Pimpernel)                         | London Film Productions (and The Archers)                                                       | Títol als EUA: The Fighting Pimpernel                                                                         |
| 1951 | The Tales of Hoffmann                                          | British Lion Film Corporation (amb Vega Productions i The Archers)                              | |
| 1955 | Oh... Rosalinda!!                                              | Associated British Picture Corporation. Michael Powell i Emeric Pressburger                     | |
| 1956 | The Sorcerer's Apprentice                                      | 20th Century-Fox Film Corporation/ Norddeutscher Rundfunk                                       | Un curt de ballet                                                                                             |
| 1956 | La batalla del Riu de la Plata (The Battle of the River Plate) | Arcturus Productions. Michael Powell i Emeric Pressburger                                       | Títol als EUA: The Pursuit of the Graf Spee                                                                   |
| 1957 | Ill Met by Moonlight                                           | Michael Powell i Emeric Pressburger for Rank Organisation Film Productions (i Vega Productions) | Títol als EUA: Night Ambush                                                                                   |
| 1959 | Luna de Miel                                                   | Producció de Michael Powell per Suevia Films-Cesario González (Espanya)/Everdene (Regne Unit)   | També titulada Honeymoon                                                                                      |
| 1960 | Peeping Tom                                                    | Producció de Michael Powell                                                                     | |
| 1961 | The Queen's Guards                                             | Imperial. Producció de Michael Powell                                                           | |
| 1963 | Herzog Blaubarts Burg                                          | Süddeutscher Rundfunk. Norman Foster Produktion                                                 | També titulada Bluebeard's Castle                                                                             |
| 1966 | They're a Weird Mob                                            | Williamson (Australia)/ Producció de Michael Powell                                             | Pressburger va escriure el guió com Richard Imrie                                                             |
| 1969 | L'edat d'estimar (Age of Consent)                              | Nautilus Productions                                                                            | |
| 1972 | The Boy Who Turned Yellow                                      | Roger Cherrill Ltd for the Children's Film Foundation                                           | Guió de Pressburger                                                                                           |
| 1978 | Return to the Edge of the World                                | Poseidon Films/ BBC Television                                                                  | Per a la televisió britànica, enquadrament del film original del 1937                                         |

### Treballs per a la TV
Powell també dirigí episodis de les sèries de TV The Defenders, Espionage i The Nurses.
| Any  | Títol                            | Productora           | Comentaris                        |
| ---- | -------------------------------- | -------------------- | --------------------------------- |
| 1963 | Never Turn Your Back on a Friend | Herbert Brodkin Ltd. | Episodi de la sèrie Espionage     |
| 1964 | The Frantick Rebel               | Herbert Brodkin Ltd. | Episodi de la sèrie Espionage     |
| 1964 | A Free Agent                     | Herbert Brodkin Ltd. | Episodi de la sèrie Espionage     |
| 1965 | The Sworn Twelve                 |                      | Episodi de la sèrie The Defenders |
| 1965 | A 39846                          |                      | Episodi de la sèrie The Nurses    |

### Feines a part de la direcció
Powell també intervingué a les següents pel·lícules sense dirigir-les:
- The Silver Fleet (1943) - Productor
- The End of the River (1947) - Productor
- Aila, pohjolan tytär (àlies Arctic Fury) (1951) - Productor
- Sebastian (1968) - Productor
- Pavlova - A Woman for All Time (1983) - Productor associat

## Altres obres

### Llibres de Michael Powell
- 1938: 200,000 Feet on Foula. Faber & Faber. (La història de com es va fer The Edge of the World va ser reimpresa també amb el títol 200,000 Feet - The Edge of the World als Estats Units.)
- 1956: Graf Spee. Hodder & Stoughton. (Aquest llibre conté molta informació que Powell i Pressburger no van poder incloure a la pel·lícula La batalla del Riu de la Plata.)
- 1957: Death in the South Atlantic: The Last Voyage of the Graf Spee. Rinehart. (Edició americana de Graf Spee)
- 1975: A Waiting Game. Joseph. ISBN 0-7181-1368-3.
- 1976: The Last Voyage of the Graf Spee. White Lion Publishers. ISBN 0-7274-0256-0. (Segona edició britànica de Graf Spee)
- 1978: (amb Emeric Pressburger) The Red Shoes. Avon Books. ISBN 0-8044-2687-2.
- 1986: A Life In Movies: An Autobiography. Heinemann. ISBN 0-434-59945-X.
- 1990: Edge of the World. Faber & Faber. ISBN 0-571-15306-2. (Edició en rústica de 200,000 feet on Foula.)
- 1992: Million Dollar Movie. Heinemann. ISBN 0-434-59947-6. (Segona part de l'autobiografia de Powell.)
- 1994: (amb Emeric Pressburger i Ian Christie) The Life and Death of Colonel Blimp. Faber & Faber. ISBN 0-571-14355-5. (Inclou comentaris de Churchill i anotacions que mostren com es va escriure el guió.)

Molts d'aquests títols també es van publicar en altres països, o es van republicar. En aquesta llista hi figuren les primeres edicions, excepte quan el títol canvià en una edició o impressió posterior.

### Teatre
- 1944: Dirigí The Fifth Column d'Ernest Hemingway al Theatre Royal, Glasgow
- 1944: Dirigí Skipper Next To God Jan de Hartog al Theatre Royal, Windsor
- 1951: Dirigí Heloise James Forsyth al teatre Golders Green, Londres

## Premis, nominacions i honors
- 1943: Nominat a l'Òscar per 49th Parallel a la Millor Pel·lícula.
- 1943: Nominat a l'Òscar per One of Our Aircraft Is Missing al Millor Guió Original, compartit amb Emeric Pressburger.
- 1948: Guanyador del Premi Bodil per A Matter of Life and Death al Millor Film Europeu, compartit amb Emeric Pressburger.
- 1948 Nominat al Lleó d'Or al Festival de Venècia per The Red Shoes, compartit amb Emeric Pressburger.
- 1949: Nominat a l'Òscar per The Red Shoes a la Millor Pel·lícula, compartit amb Emeric Pressburger.
- 1951: Nominat al Gran Premi del Festival de Canes per The Tales of Hoffmann, compartit amb Emeric Pressburger.
- 1951: Guanyador de l'Os de Plata al Festival de Berlín per The Tales of Hoffmann al Millor Musical, compartit amb Emeric Pressburger.
- 1957: Nominat al Premi BAFTA per La batalla del Riu de la Plata al Millor Guió Britànic, compartit amb Emeric Pressburger.
- 1959: Nominat a la Palma d'Or del Festival de Canes per Luna de Miel.
- 1978: Doctor en Lletres Honorífic per la Universitat d'East Anglia.
- 1978: Doctor en Lletres Honorífic per la Universitat de Kent.
- 1981: Nomenat membre de la BAFTA
- 1982: Guanyador Lleó d'Or a la seva carrera al Festival de Venècia.
- 1983: Nomenat membre del BFI
- 1987: Doctorate d'Honor pel Royal College of Art
- 1987: Guanyador del Premi Akira Kurosawa al Festival Internacional de San Francisco

## Llegat
- Citat com una influència important per molts cineastes, com Martin Scorsese, Francis Ford Coppola, George A. Romero i Bertrand Tavernier. Thelma Schoonmaker (editora de Scorsese durant molt de temps i tercera esposa de Powell) digué de Scorsese, "A tota persona que coneix, o als actors amb qui treballa, els comença immediatament a bombardejar amb pel·lícules de Powell i Pressburger."
- El Premi Michael Powell a la Millor Pel·lícula Britànica fou promogut el 1993 al Festival Internacional d'Edimburg, el patrocina el Consell de Cinema Britànic, i rep el seu nom "en homenatge a un dels més originals cineastes britànics".
- L'edifici principal del Departament de Cinema, Radio i Televisió de la Universitat Christ Church de Canterbury rep el nom d'Edifici Powell.